# Grégory Karlen
Grégory Karlen (Sion, 30 gennaio 1995) è un calciatore svizzero, centrocampista del San Gallo.

## Statistiche

### Presenze e reti nei club
Statistiche aggiornate al 27 agosto 2017.
| Stagione        | Squadra         | Campionato      | Campionato | Campionato | Coppe nazionali | Coppe nazionali | Coppe nazionali | Coppe continentali | Coppe continentali | Coppe continentali | Altre coppe | Altre coppe | Altre coppe | Totale | Totale | Totale |
| Stagione        | Squadra         | Comp            | Pres       | Reti       | Comp            | Pres            | Reti            | Comp               | Pres               | Reti               | Comp        | Pres        | Reti        | Pres   | Reti   |        |
| --------------- | --------------- | --------------- | ---------- | ---------- | --------------- | --------------- | --------------- | ------------------ | ------------------ | ------------------ | ----------- | ----------- | ----------- | ------ | ------ | ------ |
| 2015-2016       | Sion            | SL              | 5          | 2          | CS              | 2               | 0               | UEL                | 2                  | 0                  | -           | -           | -           | 9      | 2      |        |
| 2016-2017       | Sion            | SL              | 28         | 2          | CS              | 4               | 0               | -                  | -                  | -                  | -           | -           | -           | 32     | 2      |        |
| 2017-2018       | Sion            | SL              | 5          | 0          | CS              | 0               | 0               | UEL                | 2                  | 0                  | -           | -           | -           | 7      | 0      |        |
| Totale Sion     | Totale Sion     | Totale Sion     | 38         | 4          |                 | 6               | 0               |                    | 4                  | 0                  |             | -           | -           | 48     | 4      |        |
| Totale carriera | Totale carriera | Totale carriera | 38         | 4          |                 | 6               | 0               |                    | 4                  | 0                  |             | -           | -           | 48     | 4      |        |